# Чеславский, Иван Богданович
Иван Богданович Чеславский (1790—1844) — русский морской офицер, капитан-лейтенант, поэт и переводчик.

## Биография
Иван Чеславский родился в 1790 году; происходил из рода смоленских шляхтичей, восходящего к началу XVII века. Отец его, Богдан Антонович Чеславский, в 1792 году был отставным подпоручиком и имел в Поречской и Красинской округах Смоленского наместничества 262 души. От брака его с Авдотьей Григорьевной Богданович и родился И. Б. Чеславский, во втором браке был женат на Софии Ивановне Трофимовой.
В 1803 году Чеславский поступил в Морской кадетский корпус, в 1804 был уже произведен в гардемарины, а 1 января 1808 года, из унтер-офицеров — в мичманы. В этом году Чеславский находился при проводке судна «Перун» от Петербурга до Кронштадта, а в следующем, 1809 году на том же судне «Перун» был в кампании на Кронштадтском рейде. 
1 января 1812 года Чеславский был произведен в лейтенанты и плавал на бриге «Коммерстракс» между Свеаборгом, Стокгольмом, Данцигом и Ригой. В следующем, 1813, году Чеславский в отряде канонерских лодок перешел из Свеаборга, через Ригу, к Данцигу, при осаде которого был контужен, и участвовал в троекратном сражении у Вексельмюнде. 
В 1814 году Чеславский командовал канонерской лодкой № 31 и прибыл из Кенигсберга, где он был на зимовке, в Петербург. В 27 декабря 1816 года Чеславский был уволен за болезнью от службы с чином капитан-лейтенанта. 
Через четыре года, Чеславский 29 мая 1820 года был определен в Департамент внешней торговли и 22 сентября того же года помещен на вакансию переводчиком в 1-м отделении торговых и внешних сношений в том же Департаменте. 3 марта 1821 года Чеславский получил чин коллежского асессора, в следующем, 1822, году, 3 мая, уволен из Департамента Внешней Торговли и определен того же числа в Дирекцию Императорских театров инспектором Театрального училища. Пробыв на новой должности до 20 января 1823 года, Чеславский 21 января того же года был определен помощником столоначальника в Департамент государственного казначейства при Министерстве финансов Российской империи, а 7 марта 1824 года назначен там же столоначальником. 
Выйдя в отставку из Департамента Государственного Казначейства 11 сентября 1824 года, Чеславский 20 числа того же месяца определен к исправлению должности начальника 2-го отделения Инженерного Департамента, утверждение в которой последовало 4 декабря того же года. 3 сентября 1832 года Чеславский был перемещен на должность начальника 1-го отделения, а в декабре 1833 года был назначен действительным членом комитета по ученой части при Совете Санкт-Петербургского Человеколюбивого общества. В 1837 году Чеславский состоял правителем дел Общего Собрания Инженерного Департамента, на каковой должности пробыл по 1843 год. В этом году Чеславский определен сначала чиновником особых поручений, а затем правителем канцелярии Виленского военного губернатора и генерал-губернатора Гродненского, Минского и Белостокского, и на этой должности и скончался в 1844 году.
За время службы Иван Богданович Чеславский был удостоен орденов Святого Владимира 3-й степени (1836), Святого Станислава 2-й степени (1838) и Святой Анны 2-й (1825) и 4-й степеней (1812), а также знака отличия беспорочной службы за XV лет (1833).
В литературе Чеславский известен своим переводом на русский язык трагедии Жана Расина «Федра», напечатанном в «Благонамеренном» на 1821 год (ч. XIV, № 7 и 8, стр. 10—14, и изданном отдельно в СПб., в 1827 году). Этот перевод в стихах, местами сходный с переводом, исполненным ранее его М. Е. Лобановым, Чеславский как член Санкт-Петербургского Общества любителей словесности, наук и художеств, поднёс Императрице Елизавете Алексеевне. Кроме перевода «Федры» Расина, Чеславскому принадлежит пролог к комедии князя А. А. Шаховского «Своя семья» и несколько стихотворений, помещенных в «Соревнователе» за 1823 год, «Благонамеренном» за 1821, 1822 и 1824, «Сыне Отечества» за 1826 и «Одесском альманахе» на 1840 год